# Torpenhow
Torpenhow – wieś w Anglii, w Kumbrii. W 1870-72 wieś liczyła 344 mieszkańców.